# Hermann Mayer Salomon Goldschmidt
Hermann Mayer Salomon Goldschmidt (Francoforte sul Meno, 7 giugno 1802 – Fontainebleau, 26 aprile 1866) è stato un astronomo e pittore tedesco che ha trascorso gran parte della propria vita in Francia.
Goldschmidt nacque a Francoforte sul Meno, figlio di un mercante ebreo. Andò a Parigi per studiare arte, e dipinse anche qualche quadro prima di indirizzare la propria attenzione all'astronomia.
Nell'aprile del 1861 annunciò la scoperta della nona luna di Saturno, che battezzò Chirone. Tuttavia si sbagliava, quella luna non esiste e oggi il nome Chirone è assegnato all'asteroide/cometa 2060 Chirone.
A lui viene attribuita la prima osservazione e registrazione (nel 1820) delle bande d'ombra che appaiono nei minuti precedenti un'eclissi totale di Sole.

## Premi e onorificenze

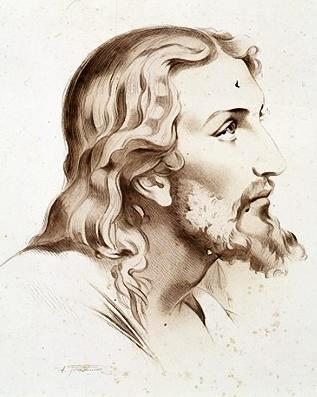
Goldschmidt, Ritratto di Cristo. Inchiostro su carta.

Goldschmidt ricevette la medaglia d'Oro della Royal Astronomical Society nel 1861.
Il cratere Goldschmidt sulla Luna e l'asteroide 1614 Goldschmidt sono stati battezzati così in suo onore.
| 21 Lutetia   | 15 novembre 1852  |
| 32 Pomona    | 26 ottobre 1854   |
| 36 Atalante  | 5 ottobre 1855    |
| 40 Harmonia  | 31 marzo 1856     |
| 41 Daphne    | 22 maggio 1856    |
| 44 Nysa      | 27 maggio 1857    |
| 45 Eugenia   | 27 giugno 1857    |
| 48 Doris     | 19 settembre 1857 |
| 49 Pales     | 19 settembre 1857 |
| 52 Europa    | 4 febbraio 1858   |
| 54 Alexandra | 10 settembre 1858 |
| 56 Melete    | 9 settembre 1859  |
| 61 Danaë     | 9 settembre 1860  |
| 70 Panopaea  | 5 maggio 1861     |